# Осолін
Осолін (пол. Osolin, нім. Esdorf) — село в Польщі, у гміні Оборники-Шльонські Тшебницького повіту Нижньосілезького воєводства.
Населення — 729 осіб (2011).

## Демографія
Демографічна структура станом на 31 березня 2011 року:
|          | Загалом | Допрацездатний вік | Працездатний вік | Постпрацездатний вік |
| -------- | ------- | ------------------ | ---------------- | -------------------- |
| Чоловіки | 377     | 83                 | 254              | 40                   |
| Жінки    | 352     | 64                 | 205              | 83                   |
| Разом    | 729     | 147                | 459              | 123                  |